# Национальная технологическая инициатива
Национа́льная технологи́ческая инициати́ва (автономная некоммерческая организация «Платформа Национальной технологической инициативы», сокращённое название АНО «Платформа НТИ») — некоммерческая организация, созданная Постановлением председателя Правительства РФ Дмитрия Медведева для объединения представителей бизнеса и экспертных сообществ для развития в России перспективных технологических рынков и отраслей, которые могут стать основой мировой экономики.

## Предыстория
Российская политика в отношении подходов к формированию национальной инновационной системы претерпела определённую эволюцию. В 2007 году Президент РФ В. В. Путин в послании Федеральному собранию объявил о том, что развитие отраслей, которые должны стать важным звеном инновационной экономики, будет осуществляться на базе государственных корпораций — Объединённой авиастроительной корпорации, Объединённой судостроительной корпорации и «Роснано». В том же году была создана и госкорпорация «Ростех», целью деятельности которой было названо содействие разработке, производству и экспорту высокотехнологичной промышленной продукции.
Однако в 2009 году был введён инструмент, предусматривающий кооперацию между государством, бизнесом и наукой при определении инновационных вызовов, разработке необходимой стратегической программы подготовки кадров и исследований — технологические платформы. Данное понятие было предусмотрено распоряжением уже председателя Правительства России В. В. Путина, примером для инициативы послужили технологические платформы Евросоюза (см. European Technology Platform for Sustainable Chemistry, European Technology Platform Nanomedicine и European Technology Platform for the Electricity Networks of the Future), финансирование которых предусматривалось Седьмой рамочной программой ЕС по развитию научных исследований и технологий. Решением российской Правительственной комиссии по высоким технологиям и инновациям в апреле 2011 года был утверждён перечень из 27 технологических платформ. Часть платформ не продолжила развитие.

## История
Разработка НТИ началась в соответствии с поручением Президента России В. В. Путина по реализации послания Федеральному Собранию от 4 декабря 2014 года. Согласно поручению, Правительство РФ совместно с Агентством стратегических инициатив по продвижению новых проектов (АСИ), Российской академией наук (РАН), ведущими университетами и деловыми объединениями предпринимателей должно было подготовить доклад о разработке и реализации НТИ к 1 июля 2015 года, далее — один раз в полгода. Ответственными были назначены председатель российского Правительства Д. А. Медведев, генеральный директор АСИ А. С. Никитин и президент РАН В. Е. Фортов.
По словам директора направления «Молодые профессионалы» в АСИ Д. Пескова, у различных привлечённых к разработке НТИ организаций оказались разные взгляды на то, чем должна являться инициатива. В президентском Послании говорилось следующее:

Однако мы обязаны думать и о том, как будем решать перспективные проблемы. В этой связи предлагаю реализовать Национальную технологическую инициативу. На основе долгосрочного прогнозирования необходимо понять, с какими задачами столкнётся Россия через 10-15 лет, какие передовые решения потребуются для того, чтобы обеспечить национальную безопасность, высокое качество жизни людей, развитие отраслей нового технологического уклада.
— Путин В. В.. Послание Президента Федеральному Собранию. Kremlin.ru (4 декабря 2014). Дата обращения: 20 сентября 2015.
С точки зрения РАН, которую представил заместитель президента Академии В. В. Иванов, цель НТИ заключается в обеспечении глобального технологического паритета России и стран-технологических лидеров. Для её достижения было предложено в течение 5-7 лет решить проблемы импортозамещения, а в более долгосрочной перспективе (20-30 лет) осуществить переход к новой технологической структуре отечественной экономики и реиндустриализацию. Для решения указанных проблем предполагалось разработать государственные программы «Импортозамещение-2020» и «Технологический паритет-2030».
Однако на взгляд АСИ, цель НТИ заключается в том, чтобы вырастить национальные компании на принципиально новых отраслевых рынках, которых сегодня не существует, при этом через 10-20 лет объём каждого из таких будущих рынков должен превышать в мировом масштабе 100 млрд. долларов США. Данный вывод связан с предположением о том, что у российских компаний имеется шанс занять достойное место только на таких рынках, которые ещё не сформированы. Эту точку зрения поддержала также Российская венчурная компания (РВК). По мнению бывшего гендиректора РВК И. Р. Агамирзяна, наращивание экспортного потенциала важнее импортозамещения; поддерживая импортозамещение товарами и продуктами, неконкурентоспособными на глобальном рынке, мы только подрываем свой потенциал.
В конечном счёте победила точка зрения АСИ. На прошедшем 9 июня 2015 года в Иннополисе (Республика Татарстан) заседании президиума Совета по модернизации и инновационному развитию экономики было озвучено, что системообразующими документами НТИ станут «дорожные карты», нацеленные на формирование перспективных технологических рынков, которые предполагается развивать в большей степени по сравнению с остальными. «Дорожные карты» должны включать обоснование выбора таких рынков, перечень целевых показателей к 2035 году и необходимое обеспечение для достижения показателей. Отвечать за разработку карт будет АСИ, функции проектного офиса закрепляются за РВК. Дополнительно при президиуме Совета по модернизации создана специальная межведомственная рабочая группа во главе с заместителем председателя Правительства А. В. Дворковичем и помощником Президента А. Р. Белоусовым; ответственным секретарём группы назначен сотрудник Аппарата Правительства РФ О. Л. Хорохордин.
18 июня 2015 года брифинг, посвящённый НТИ, прошёл во время Петербургского международного экономического форума. 1 июля состоялся первый доклад Президенту РФ о ходе работы над НТИ.
Постановлением Правительства РФ от 18 апреля 2016 года были утверждены новые правила разработки и реализации планов мероприятий («дорожных карт») НТИ. АО «РВК» наделяется функциями проектного офиса НТИ, который осуществляет управление, организационно-техническую и экспертно-аналитическую поддержку, информационное и финансовое обеспечение разработки и реализации «дорожных карт» и проектов НТИ. В адрес АСИ поступила рекомендация подготовить в шестимесячный срок стратегический план развития НТИ на долгосрочный период и предложения по контролю за его соблюдением.
В 2020 году руководство НТИ объявило о перезапуске платформы и старте новых направлений. В рамках перезапуска предполагалось перейти к «цифровой» сборке сообществ, к максимальному вовлечению регионов, максимальному развитию механизмов экспорта.

## Ключевые рынки НТИ
НТИ фокусируется на рынках, формирующихся на основе «нового технологического уклада, переход к которому развитые страны планируют осуществить в ближайшие 10-20 лет». Сегодня эти рынки либо отсутствуют в мире, либо пока недостаточно развиты. Создатели инициативы считают, что так Россия сможет получить инструмент формирования «рынков будущего», а российские компании — «национальные чемпионы» — получат на них значимую долю.

### Критерии выбора рынков
В докладе «Национальная технологическая инициатива: цели, основные принципы и достигнутые результаты», озвученном в июне 2015 года, выбранный для развития в рамках НТИ отраслевой технологический рынок должен отвечать следующим характеристикам:
1. объём рынка в глобальном масштабе к 2035 году станет больше 100 млрд долларов США;
2. на текущий момент рынка нет, либо на нем отсутствуют общепринятые / устоявшиеся технологические стандарты;
3. рынок в первую очередь ориентирован на потребности людей как конечного потребителя (приоритет рынков B2C над B2B);
4. рынок будет представлять собой сеть, в которой посредники заменяются на управляющее программное обеспечением;
5. рынок важен для России с точки зрения обеспечения базовых потребностей и безопасности;
6. в России есть условия для достижения конкурентных преимуществ и занятия значимой доли рынка;
7. в России есть технологические предприниматели с амбициями создать компании-лидеры на данном высокотехнологичном новом рынке.

### Список рынков
Для развития в рамках инициативы было отобрано 9 ключевых рынков: В 2020 году было объявлено о «перезапуске» НТИ 2.0, запуске новых рынков (Эдунет, Хоумнет, Спортнет, Веарнет), и перезапуске существующих (Фуднет).  
| №   | Название рынка | Направление             | Лидер рабочей группы | Задачи и технологии | Дорожная карта |
| --- | -------------- | ----------------------- | --- | --- | --- |
| 1   | Аэронет        | воздушный транспорт     | Сергей Жуков, генеральный директор «Центра передачи технологий» Олег Бочаров, заместитель Министра промышленности и торговли Российской Федерации                                                             | Развитие распределенных систем беспилотных летательных аппаратов. Технологии: Распределенные системы беспилотных летательных аппаратов | «Дорожная карта» одобрена Президиумом Совета при Президенте Российской Федерации по модернизации экономики и инновационному развитию России 24.06.2016, Протокол № 3. План мероприятий («дорожная карта») по совершенствованию законодательства и устранению административных барьеров в целях обеспечения реализации плана мероприятий («дорожной карты») Национальной технологической инициативы по направлению «Аэронет» утвержден распоряжением Правительства Российской Федерации от 3 апреля 2018 года N 576-р.                  |
| 2   | Автонет        | автомобильный транспорт | Александр Гурко, Президент НП «Содействие развитию и использованию навигационных технологий» Александр Морозов, заместитель Министра промышленности и торговли Российской Федерации                           | Развитие услуг, систем и современных транспортных средств на основе интеллектуальных платформ, сетей и инфраструктуры в логистике людей и вещей. Технологии: беспилотные автомобили, интеллектуальные транспортные системы | «Дорожная карта» одобрена Президиумом Совета при Президенте Российской Федерации по модернизации экономики и инновационному развитию России 24.04.2018, Протокол № 1. План мероприятий («дорожная карта») по совершенствованию законодательства и устранению административных барьеров в целях обеспечения реализации Национальной технологической инициативы по направлению «Автонет» (утверждена распоряжением Правительства Российской Федерации от 29 марта 2018 года N 535-р (с изменениями)                                      |
| 3   | Маринет        | морской транспорт       | Виктор Олерский, член совета директоров ПАО «Совкомфлот» Олег Рязанцев, заместитель Министра промышленности и торговли Российской Федерации                                                                   | Развитие интеллектуальных систем управления морским транспортом и технологии освоения мирового океана. Технологии: интеллектуальные транспортные системы | «Дорожная карта» одобрена Президиумом Совета при Президенте Российской Федерации по модернизации экономики и инновационному развитию России 24.06.2016, Протокол № 3. План мероприятий («дорожная карта») по совершенствованию законодательства и устранению административных барьеров в целях обеспечения реализации Национальной технологической инициативы по направлению «Маринет» утвержден распоряжением Правительства Российской Федерации от 29 марта 2018 года N 534-р (с изменениями).                                       |
| 4   | Нейронет       | нейрокоммуникации       | Андрей Иващенко, председатель совета директоров Центра высоких технологий «ХимРар» Григорий Трубников, первый заместитель Министра науки и высшего образования Российской Федерации                           | Развитие средств человеко-машинных коммуникаций, основанных на передовых разработках в нейротехнологиях и повышающих продуктивность человеко-машинных систем, производительность психических и мыслительных процессов. Технологии: картографирование головного мозга, создание нового поколения Всемирной паутины на основе нейрокомпьютерных интерфейсов                                                   | «Дорожная карта» одобрена Президиумом Совета при Президенте Российской Федерации по модернизации экономики и инновационному развитию России 24.06.2016, Протокол № 3. План мероприятий («дорожная карта») по совершенствованию законодательства и устранению административных барьеров в целях обеспечения реализации Национальной технологической инициативы по направлению «Нейронет» утвержден распоряжением Правительства Российской Федерации от 30 марта 2018 года N 552-р                                                       |
| 5   | Хэлснет        | медицина                | Алексей Репик, президент общероссийской общественной организации «Деловая Россия» Сергей Краевой, заместитель Министра здравоохранения Российской Федерации                                                   | Развитие персонализированных медицинских услуг и лекарственных средств, обеспечивающих рост продолжительности жизни, а также получение новых эффективных средств профилактики и лечения различных заболеваний. Технологии: продление жизни, персонализированная медицина, использование биомаркеров и математическое моделирование заболеваний                                                              | «Дорожная карта» одобрена решением президиума Совета при Президенте Российской Федерации по модернизации экономики и инновационному развитию России 20.12.2016, Протокол № 6. |
| 6   | Фуднет         | пища                    | Дмитрий Мазепин, председатель совета директоров АО "ОКХ «Уралхим» Елена Астраханцева, заместитель Министра сельского хозяйства Российской Федерации                                                           | Развитие производства и реализации питательных веществ и конечных видов пищевых продуктов (персонализированных и общих, на основе традиционного сырья и его заменителей), а также сопутствующих IT-решений (например, обеспечивающих сервисы по логистике и подбору индивидуального питания). Устранение посредников между производителем и потребителем, системы персонального производства и доставки еды | Концепция «дорожной карты» утверждена экспертной комиссией по рассмотрению дорожной карты рынка FoodNet от 27.11.2020 г. |
| 7   | Энерджинет     | энергетика              | Олег Гринько, директор ООО «Т-Система» Алексей Текслер, губернатор Челябинской области. | Развитие рынка оборудования, программного обеспечения, инжиниринговых и сервисных услуг для разномасштабных комплексных систем и сервисов интеллектуальной энергетики. Технологии: Распределенная энергетика от personal power до smart grid, smart city, возобновляемая энергетика, smart grid | «Дорожная карта» одобрена Президиумом Совета при Президенте Российской Федерации по модернизации экономики и инновационному развитию России 28.09.2016, Протокол № 4. План мероприятий («дорожная карта») по совершенствованию законодательства и устранению административных барьеров в целях обеспечения реализации Национальной технологической инициативы по направлению «Энерджинет» утверждена распоряжением Правительства Российской Федерации от 28 апреля 2018 года N 830-р                                                   |
| 8   | Технет         | промышленность          | Алексей Боровков, проректор по перспективным проектам Санкт-Петербургского политехнического университета Петра Великого Василий Осьмаков, заместитель Министра промышленности и торговли Российской Федерации | Кросс-рыночное и кросс-отраслевое направление, обеспечивающее технологическую поддержку развития рынков НТИ и высокотехнологичных отраслей промышленности за счёт формирования Цифровых, «Умных», Виртуальных Фабрик Будущего (Digital, Smart, Virtual Factories of the Future). | «Дорожная карта» одобрена Президиумом Совета при Президенте Российской Федерации по модернизации экономики и инновационному развитию России 14.02.2017, Протокол № 1. План мероприятий («дорожная карта») по совершенствованию законодательства и устранению административных барьеров в целях обеспечения реализации Национальной технологической инициативы по направлению «Технет» (передовые производственные технологии) утвержден распоряжением Правительства Российской Федерации от 23 марта 2018 года N 482-р (с изменениями) |
| 9   | Сейфнет        | безопасность            | Валентин Макаров, президент НП «РУССОФТ» | Развитие безопасных и защищенных компьютерных технологий, решений в области передачи данных, безопасности информационных и киберфизических систем. Технологии: новые персональные системы безопасности (напр., биометрические системы аутентификации), Интернет вещей (IoT — Internet of things), Big Data.                                                                                                 | Ведется разработка концепции «дорожной карты». |
| 10. | Эдунет         | образование             | Павел Сергеевич Аванян, Управляющий партнёр Center-game.com, Preinc.ru | Сетецентричная образовательная экосистема, обеспечивающая конкурентоспособность страны на глобальном рынке. Технологии и методологии, повышающие вовлеченность человека в процесс обучения и развития. | Концепция «дорожной карты» утверждена экспертной комиссией по рассмотрению дорожной карты рынка EduNet от 27.11.2020 г. |
| 11. | Хоумнет        | умный дом               | Шкабара Илья Анатольевич, Заместитель генерального директора по международному развитию, Cognitive Pilot (Когнитив Пайлот)                                                                                    | Создание безопасной и комфортной среды обитания человека. | Концепция «дорожной карты» утверждена экспертной комиссией по рассмотрению «дорожной карты» рынка HomeNet от 03.02.2021 г. |
| 12. | Спортнет       | здоровье                | Максимова Анна Владимировна, Президент Ассоциации АПЭОСТО | Персонализация рынка спорта. | Концепция «дорожной карты» утверждена экспертной комиссией по рассмотрению дорожной карты рынка SportNet от 03.02.2021 г. |
| 13. | Веарнет        | мода                    | Баженов Алексей Владимирович, основатель платформы Beinopen | Гибридная индустрия моды. Экосистема бизнесов, включающая креативную индустрию (моду), лёгкую промышленность, ритейл и технологии, которые производят и распространяют модный продукт будущего — гибридный продукт[неизвестный термин]. | Концепция «дорожной карты» утверждена экспертной комиссией по рассмотрению дорожной карты рынка WearNet от 08.02.2021 г. |

### Рабочие группы
Отличительная особенность НТИ состоит в том, что содержательная часть перечня мер по достижению Россией лидерства на новых рынках формулируется самим высокотехнологичным бизнесом. По каждому рыночному направлению формируется рабочая группа, которую возглавляет уже состоявшийся технологический предприниматель, профессионал в соответствующей тематической области, и профильный заместитель министра ответственного федерального органа исполнительной власти. В состав рабочей группы НТИ входят представители бизнеса, научного и образовательного сообществ, органов исполнительной власти и другие заинтересованные участники. Состав каждой рабочей группы НТИ утверждается протоколом Межведомственной рабочей группы по разработке и реализации Национальной технологической инициативы при Правительственной комиссии по модернизации экономики и инновационному развитию России.

## Платформа НТИ
3 ноября 2018 года было подписано распоряжение Правительства Российской Федерации № 2 400-р о создании АНО «Платформа Национальной технологической инициативы».
Задача «Платформы НТИ» — увеличение количества и качества проектов, участвующих в Национальной технологической инициативе. Это невозможно без активного участия регионов и высших образовательных учебных заведений, а также создания специальных платформ и сервисов, помогающих компаниям и стартапам использовать все возможные ресурсы.
«Платформа НТИ» объединяет данные российских (а в перспективе и международных) институтов развития, фондов, акселераторов, системы Leader ID, сведения о конференциях и конкурсах в целостную систему. Эти данные позволяют платформе «сопровождать» проекты по мере их развития: определять этап, на котором находятся молодые компании, подсказывать им подходящие меры поддержки, предлагать экспертизу. Одиночным участникам она помогает найти партнёров и свой путь развития. Фонды и акселераторы получат базу технологических проектов и, возможно, инструменты прогнозирования их будущего.
Генеральный директор АНО «Платформа НТИ» — Песков Дмитрий Николаевич, специальный представитель Президента РФ по вопросам цифрового и технологического развития.

## Проекты НТИ
Основой портфеля проектов НТИ являются «системные» или «платформенные» проекты, преодолевающие технологические или нормативно-организационные барьеры и создающие вокруг себя экосистему партнёров, использующих платформенные разработки для создания инновационных продуктов и работы на глобальных, новых рынках. Значимость проектов НТИ определяется ответом на социально-экономические вызовы государства. Это, в первую очередь, вопросы национальной безопасности, высокое качество жизни людей и развитие отраслей нового технологического уклада.
В 2018 году проектным офисом НТИ РВК были одобрены новые редакции ряда внутренних регламентов и порядков работы, которые позволили оптимизировать работу Проектного офиса НТИ, упростить процедуру отбора и мониторинга проектов. Были внесены изменения в принципы и порядок работы проектного комитета, «Порядок экспертизы проектов НТИ», «Положение об экспертном совете НТИ» и «Порядок мониторинга и управлениями изменениями проектов НТИ».
На конец 2018 года портфель проектов НТИ, одобренных Межведомственной рабочей группой, включал 44 проекта. К концу 2019 года число таких проектов увеличилось до 51, а 20 % проектов НТИ вышли на первые продажи.
В 2019 году были запущены новые программы поддержки бизнеса в НТИ. Программы предполагают возможность получения грантового и инвестиционного финансирования технологическими компаниями на рынках НТИ в размере до 500 млн рублей.

### Направления поддержки
- Программа «Технологический прорыв НТИ» для команд исследователей, малых и средних технологических компаний и научно-исследовательских центров, разрабатывающих прорывные продукты на рынках НТИ. Грантовая и инвестиционная поддержка в размере до 165 млн руб[70][71].
- Программа «Инфраструктура НТИ» нацелена на развитие инфраструктурных проектов для рынков НТИ — испытательных полигонов, инжиниринговых и сертификационных центров, библиотек данных, акселераторов — и предусматривает гранты и инвестиции в размере до 495 млн руб[72][73].
- В рамках программы «Спин-офф НТИ» предполагается поддержка созданию новых бизнесов по направлениям НТИ на базе крупных технологических компаний. Инструменты — частичное субсидирование процентной ставки по целевым кредитам, вход в капитал проектных компаний (SPV) в размере до 495 млн руб[74].
- Программа «Экспорт НТИ» предназначена для средних и крупных компаний на финальной стадии разработки и вывода на рынок экспортных продуктовых решений. Поддержка в формате грантов и инвестиций до 495 млн руб[75].

## Нормативно-дорожные карты НТИ
В 2017 году постановлением Правительства Российской Федерации от 29 сентября 2017 г. № 1184 утверждено Положение о разработке и реализации планов мероприятий («дорожных карт») по совершенствованию законодательства и устранению административных барьеров в целях обеспечения реализации НТИ. В 2017 году 7 рабочих групп по направлениям НТИ «Автонет», «Аэронет», «Маринет», «Нейронет», «Технет», «Хелснет» и «Энерджинет» при поддержке АО «РВК» разработали проекты соответствующих «дорожных карт», которые в 2018 году были приняты Правительством РФ.
В проектах «нормативных дорожных карт» НТИ запланирована реализация более 250 мероприятий по соответствующим направлениям. Основным исполнителем по реализации «нормативных дорожных карт» НТИ определены рабочие группы НТИ и создаваемые инфраструктурные центры НТИ.
Список нормативных дорожных карт:
- «Нормативная дорожная карта» Аэронет[79]
- «Нормативная дорожная карта» Автонет[80]
- «Нормативная дорожная карта» Маринет[81]
- «Нормативная дорожная карта» Нейронет[82]
- «Нормативная дорожная карта» Хелснет[83]
- «Нормативная дорожная карта» Энерджинет[84]
- «Нормативная дорожная карта» Технет[85]

## Региональный стандарт НТИ
Региональный стандарт НТИ — набор методических рекомендаций, которые призваны упорядочить в регионах работу органов власти и предпринимательских сообществ по сбору и апробации проектов НТИ.
В методических рекомендациях выделены пять ключевых направлений работы по развитию НТИ на региональном уровне: поток проектов, стимулирование спроса на продукты НТИ, выявление лидеров предпринимательского сообщества, создание сервисов для бизнеса, работа с талантами. Также описаны основные принципы формирования региональных «дорожных карт» НТИ — то есть пошаговых планов мероприятий, которые будет осуществлять регион совместно с РВК и «Платформой НТИ».
В разработке регионального стандарта НТИ в конце 2018 и начале 2019 года участвовали эксперты из разных регионов: Санкт-Петербурга (СПбПУ им. Петра Великого выступил одним из основных соавторов документа), Новосибирска, Перми, Томска, Ульяновска и других.

## Франшиза НТИ
Франшиза НТИ — модель и логика эмиссии бренда НТИ и суббрендов (таких, например, как «Точки кипения») — система статусов, присваиваемых по установленным правилам различным участникам и элементам экосистемы технологического развития. Цель института франшизы — сохранение и укрепление идентичности при расширении масштаба совместного действия. Статусом подразумевает получение права представлять «Платформу НТИ» и/или партнёрские организации и возможность пользоваться их специальными сервисами.
Объектами франшизы статусов могут быть организационно-деятельностные форматы («Точки кипения», «Клубы мышления» и др.), персональные роли (эксперт, руководитель общественной рабочей группы, общественный директор и др.), продукты компаний НТИ, статусы организаций (партнёр «Платформы НТИ», партнер Университета «20.35» и др.).
С 2019 года держателем некоммерческой франшизы и товарного знака «Точка кипения» выступает АНО «Платформа НТИ», учрежденная АСИ и Минобрнауки. К концу 2019 года в России работали 84 «Точки кипения». Существуют городские и университетские «Точки кипения», последние работают на базе вузов.

## Инфраструктурные центры НТИ
В 2018 году постановлением Правительства Российской Федерации от 3 апреля 2018 года № 402 определены положения государственной поддержки Инфраструктурных центров НТИ, порядок проведения конкурсного отбора получателей субсидии. Функциями оператора конкурсного отбора в соответствии с Постановлением № 402 наделено АО «РВК». Также АО «РВК» осуществляет сопровождение и мониторинг деятельности Инфраструктурных центров НТИ.
В задачи инфраструктурных центров НТИ входит подготовка рыночной и технологической аналитики, в том числе прогноз развития рынков НТИ и анализ технологических и нормативных барьеров, разработка предложений по правовому и техническому регулированию новых рынков, развитие профессионального сообщества и популяризация НТИ, содействие продвижению технологических товаров и услуг на мировой рынок.
За счёт бюджетных средств предусмотрено финансирование реализации задач в течение первых трёх лет в объёме до 682 млн рублей с полным замещением на внебюджетное финансирование с четвёртого года работы центров.
Конкурсный отбор Инфраструктурных центров НТИ проведен в 2018 г. Были отобраны 7 Инфраструктурных центров НТИ.
| № | Рынок НТИ          | Наименование организации-победителя |
| - | ------------------ | --- |
| 1 | Автонет            | Ассоциация разработчиков, производителей и потребителей оборудования и приложений на основе глобальных навигационных систем «ГЛОНАСС/ГНСС-Форум» |
| 2 | Аэронет            | АНО "Аналитический центр «Аэронет» |
| 3 | Кружковое движение | Ассоциация участников технологических кружков |
| 4 | Нейронет           | Отраслевой союз «Нейронет» |
| 5 | Технет             | Ассоциация «Технет» |
| 6 | Хелснет            | Фонд «Научно-технологический парк Новосибирского Академгородка»                                                                                  |
| 7 | Энерджинет         | Фонд "Центр стратегических разработок «Северо-Запад»                                                                                             |

## Центры компетенций НТИ на базе вузов и научных организаций
Основная статья: Центры компетенций Национальной технологической инициативы
Государственная поддержка ЦК НТИ реализуется в соответствии с постановлением Правительства Российской Федерации от 16 октября 2017 г. № 1251. В 2017—2020 годах на поддержку ЦК НТИ в федеральном бюджете предусмотрены ассигнования в размере 7 800 млн рублей.
Центры компетенций НТИ — это подразделения, которые создаются на базе образовательных или научных организаций и занимаются развитием сквозных технологий НТИ, среди которых большие данные, искусственный интеллект, квантовые технологии, новые и портативные источники энергии, компоненты робототехники, технологии беспроводной связи, виртуальной и дополненной реальностей. Задачи центров компетенций — трансляция результатов фундаментальной науки в инженерные приложения, технологический трансфер через кооперацию с индустриальными партнёрами, подготовка лидеров разработки новых технологий через реализацию образовательных программ.
В декабре 2017 года по конкурсу были отобраны первые шесть центров, четыре из которых сформированы на базе вузов и два — на базе научных организаций. В апреле 2018 года были отобраны ещё восемь центров компетенций НТИ. К концу 2019 года их число выросло до 14. В 2019 году были подведены первые итоги работы Центров компетенций НТИ. Всего в Центрах ведется работа по более чем 150 научно-исследовательским проектам, 12 из которых были успешно завершены в 2019 году. Более 9 тыс. специалистов прошли обучение по образовательным программам в области сквозных технологий. На конец года в консорциумы Центров компетенций НТИ вошло более 350 компаний-участников, а доходы Центров превысили 3,5 млрд руб.
Список центров компетенций НТИ:
| №   | Сквозная технология                                                                      | Победитель конкурсного отбора | Наименование Центра |
| 1.  | Искусственный интеллект                                                                  | МФТИ                          | Центр Национальной технологической инициативы по направлению «Искусственный интеллект»                                                    |
| 2.  | Квантовые технологии                                                                     | МГУ имени М. В. Ломоносова    | Центр квантовых технологий |
| 3.  | Технология создания новых и портативных источников энергии                               | ИПХФ РАН                      | Центр компетенций по технологиям новых и мобильных источников энергии                                                                     |
| 4.  | Новые производственные технологии                                                        | СПбПУ                         | Центр Национальной технологической инициативы «Новые производственные технологии» на базе Института передовых производственных технологий |
| 5.  | Управление свойствами биологических объектов                                             | ИБХ РАН                       | Центр технологий управления свойствами биологических объектов                                                                             |
| 6.  | Нейротехнологии, технологии виртуальной и дополненной реальности                         | ДВФУ                          | Центр НТИ по направлению «Нейротехнологии, технологии виртуальной и дополненной реальности»                                               |
| 7.  | Технологии хранения и анализа больших данных                                             | МГУ имени М. В. Ломоносова    | Центр технологий хранения и анализа больших данных                                                                                        |
| 8.  | Технологии компонентов робототехники и мехатроники                                       | Университет Иннополис         | Центр технологий компонентов робототехники и мехатроники                                                                                  |
| 9.  | Технологии сенсорики                                                                     | МИЭТ                          | Центр НТИ МИЭТ «Сенсорика» |
| 10. | Технологии распределенных реестров                                                       | СПБГУ                         | Центр технологии распределенных реестров СПбГУ                                                                                            |
| 11. | Технологии квантовой коммуникации                                                        | МИСиС                         | Центр квантовых коммуникаций НТИ |
| 12. | Технологии транспортировки электроэнергии и распределенных интеллектуальных энергосистем | МЭИ                           | Центр технологии транспортировки электроэнергии и распределенных интеллектуальных энергосистем                                            |
| 13. | Технологии беспроводной связи и «интернета вещей»                                        | Сколтех                       | Центр компетенций (Технологии беспроводной связи и «интернета вещей»)                                                                     |
| 14. | Технологии машинного обучения и когнитивные технологии                                   | ИТМО                          | Национальный центр когнитивных разработок                                                                                                 |

## Кружковое движение
Кружковое движение НТИ — это всероссийское сообщество энтузиастов технического творчества, построенное на принципе горизонтальных связей людей, идей и ресурсов.
Кружковое движение решает задачу формирования в России следующего поколения предпринимателей, инженеров, ученых, управленцев, ядром которого должны стать выходцы из кружков — энтузиасты, обладающие высоким уровнем профессионализма, способные задумывать и реализовывать проекты, доводить их до результата, создавать новые организационные решения и технологические компании, направленные на развитие России и всего мира.
Руководитель рабочей группы: Дмитрий Земцов, проректор по развитию Дальневосточного федерального университета (ДВФУ).
«Дорожная карта» «Кружковое движение» Национальной технологической инициативы одобрена решением президиума Совета при Президенте Российской Федерации по модернизации экономики и инновационному развитию России 18 июля 2017 года.
Дорожная карта «Кружковое движение» НТИ была создана, чтобы обеспечить формирование к 2025 г. сообщества из 500 000 талантов, технологических энтузиастов, предпринимателей нового типа.

### Олимпиада НТИ
«Олимпиада НТИ» — ежегодные командные инженерные состязания школьников 7-11 классов, дающие привилегии при поступлении в вузы. Соревнования проходят по ряду профилей, связанных с Национальной технологической инициативой. Соорганизаторы — РВК и АСИ. Вузами-организаторами выступает ряд университетов, включая Московский политехнический университет, МАИ, МФТИ, МИФИ, Университет ИТМО, МИСиС, МГТУ им. Н. Э. Баумана.
Победители Олимпиады НТИ получают 100 баллов на ЕГЭ при поступлении в инженерные ВУЗы, победители из числа студентов вузов и колледжей смогут получать 20 тыс. рублей ежемесячно в течение всего периода обучения.
Олимпиада НТИ Проводится с 2016 года. В 2016 году заявки подали более 12 000 школьников, в 2017 — более 20 000 школьников. За подачей заявки следует заочный этап — прохождение тестов на сайте. Для подготовки к очному финалу школьники имеют возможность принять участие в хакатонах по профилям. В 2018 году количество заявок на участие составило 38 359. Запущен отдельный трек для студентов, в нём примут участие 2,2 тысячи студентов. В 2019 году число заявок превысило 80 000. В этом же году был запущен трек Junior для учеников 5-7 классов. Юниорский трек запустило Кружковое движение НТИ в партнерстве с АНО «Россия — страна возможностей», «Платформой НТИ» и РВК. Всего на этот трек в 2019 году поступило 22838 заявок из 84 регионов России, до финала дошли 1200 участников. Победил в соревнованиях 221 участник.

### Дежурный по планете
Образовательное движение, объединяющее школьников, студентов и наставников, заинтересованных в космических технологиях и современной космонавтике. Первая программа стартаовала в марте 2019 года в образовательном центре «Сириус», её участниками стали 93 школьника из 24 регионов страны. Соорганизаторами программы выступают Фонд содействия инновациям, Фонд «Талант и успех», Сколковский институт науки и технологий, Госкорпорация «Роскосмос» и «Кружковое движение НТИ».

### Академия наставников
Совместный проект Фонда «Сколково», Агентства стратегических инициатив, проекта «Академия наставников» Открытого университета Сколково (ОтУС) и Кружкового движения НТИ. Задача проекта — создание системы массовой подготовки и сертификации наставников. Для этого создаются онлайн-курсы и проводятся очные интенсивы по подготовке наставников проектного обучения — Школы наставников. Планируется также создание «биржи наставников» — площадки трудоустройства наставников для школьных и студенческих проектов и команд. В 2019 году через Школы наставников прошли 1805 человек. В 2020 году Школы пройдут в 14 регионах России, в том числе во Владивостоке, Уфе и Якутске. Площадки были выбраны по итогам открытого конкурса, всего было подано 39 заявок.

## Университет НТИ «2035»
Университет 2035 — это первый в России университет, обеспечивающий профессиональное развитие человека в цифровой экономике. Он ориентирован на подготовку лидеров компаний, участников Национальной технологической инициативы (НТИ) и специалистов, работающих на новых глобальных рынках. Планируется, что работа Университета 2035 будет рассчитана на короткий жизненный цикл — с 2020 до 2035 года. Он будет полноценно развернут к 2020 году и проработает 15 лет.
Сегодня Университет 2035 — прежде всего цифровая платформа с постоянно расширяющимся списком образовательных возможностей и четырьмя рекомендательными сервисами, предоставляемыми с использованием возможностей искусственного интеллекта. Университет работает в модели «цифрового университета».
Университет сочетает в себе исследовательскую и образовательную организации, а также IT-компанию. Как исследовательская организация, Университет 2035 ищет новые подходы в работе с данными о развитии человека и проверяет гипотезы, изучает способы влияния на продуктивность. Как образовательная организация он аккумулирует контент и предоставляет к нему доступ: у Университета 2035 нет своих преподавателей, аудиторий и образовательных ресурсов – он помогает пользователям собирать собственные образовательные пространства. Как IT-компания Университет 2035 создает новые образовательные платформы и инструменты, проверяет рыночные гипотезы по новым цифровым образовательным продуктам, разрабатывает стандарты для развития экосистемы цифровых платформ в образовании.

### Остров 10-21
В 2018 году Университет «2035» провел двухнедельный интенсив «Остров 10-21» более чем для тысячи человек, подготовил и запустил курсы и образовательные модули для участников рынков НТИ и государственных служащих.

### Остров 10-22
Образовательный интенсив «Остров 10-22» прошёл с 10 по 22 июля на базе Сколковского института науки и технологий — Сколтеха. В нём приняли участие более двух тысяч человек из 70 регионов России. Главная цель интенсива заключалась в создании и развитии команд региональных университетов, которые смогут реализовать системные изменения в сфере подготовки кадров для технологического развития. Организаторами образовательного интенсива «Остров 10-22» выступают Министерство науки и высшего образования, Сколтех, Фонд «Сколково», Российская венчурная компания, Агентство стратегических инициатив, Университет 20.35, «Платформа Национальной технологической инициативы (НТИ)».

### Зимний остров
С 1 по 4 декабря 2019 года в Сочи прошёл рабочий интенсив «Зимний остров». Участниками интенсива стали 1,5 тыс. специалистов российских компаний, ориентированных на экспорт отечественных цифровых и образовательных технологий и продуктов, а также представители органов власти и образовательных организаций. Организаторами мероприятия выступили «Платформа НТИ», Университет 20.35, Агентство стратегических инициатив (АСИ), Российская венчурная компания (РВК), АНО «Цифровая экономика», а также профильные федеральные министерства. «Зимний остров» был разделен на три направления — экспортный, кадровый и экосистемный треки.

### Архипелаг 20.35
В ноябре 2020 года прошёл Архипелаг 20.35 – крупнейший по масштабу образовательный интенсив по формированию, акселерации и развитию команд в сфере искусственного интеллекта. Событие привлекло 16 250 заявок на участие. 797 команд выполнили все условия и попали на интенсив. 10 лучших команд представили проекты экспертам на международной конференции по искусственному интеллекту и анализу данных AI Journey и получили персональные рекомендации по развитию своего бизнеса. 82 проекта были рекомендованы к финансированию Фонду содействия инновациям, а 30 проектов – отобраны Фондом «Сколково» для участия в Fast Track.

### Архипелаг 2121
Проектно-образовательный интенсив «Архипелаг 2121» состоялся летом 2021 года в Великом Новгороде. Это одно из главных событий Года науки и технологий в России. В интенсиве приняли участие более 17 000 человек, в числе которых: представители стартапов, технологических компаний, команды вузов, регионов и городов. В течение трёх недель было представлено 2 000 проектов. В рамках события прошёл форсайт «100-летний горизонт», на котором футурологи дали прогноз о мире через 100 лет.

### Программа КЛИК
В 2020 году акселерационно-образовательная программа подготовки антикризисных лидеров и команд цифровой экономики — Программа КЛИК, прошла с 21 сентября по 25 ноября. Формат программы предусматривает обучение цифровым компетенциям, а также проработку собственных проектов. После конкурсного отбора проектов и решений в программе приняли участие более 600 команд из 64 регионов России. Из всех участников, прошедших обучение, 72 % — сотрудники органов власти, почти 28 % — работников госкорпораций и коммерческого сектора. Больше всего проектов среди компаний представили 809 участников из АО «Почта России» — 109. Тридцать проектов разработали 281 сотрудник Трансмашхолдинга, 22 проекта — 122 сотрудника Аэрофлота, 13 проектов — 61 сотрудник ПАО «Камаз», 11 проектов — 65 сотрудников группы компаний «Содружество». Среди регионов активнее всех оказалась Ростовская область — 274 участника, далее следуют Республика Татарстан — 179 участника, Санкт-Петербург — 177, Калининградская область — 171, Республика Крым — 170. Всего в программе КЛИК в 2020 году приняли участие и успешно завершили обучение 5249 человек.

## Технологические конкурсы НТИ Up Great
Технологические конкурсы Up Great — запущенная в России по аналогии с DARPA Grand Challenge, Ansari X Prize, Google Lunar X Prize и другими технологическими конкурсами программа для преодоления технологических барьеров на рынках НТИ. Первыми задачами российских конкурсов стали создание беспилотного автомобиля для работы в российском городе зимой — «Зимний город», и создание водородных топливных элементов для беспилотников и автомобилей — «Первый элемент. Воздух» и «Первый элемент. Земля».
Технологические конкурсы Up Great проходят в формате соревнования. Обладатели лучших решений получают денежные призы после того, как прототипы созданы и обязательно преодолен заданный технологический барьер. Технологические барьеры определяются в формате открытых общественных консультаций с привлечением представителей бизнеса, инженеров, ученых, стартапов и профильных вузов.
Призовой фонд конкурса «Зимний город» 175 млн рублей, «Первый элемент. Воздух» — 60 млн рублей, «Первый элемент. Земля» — 140 млн рублей. Конкурс «Первый элемент» завершился в июле 2019 года, финалисты продемонстрировали удельную энергоемкость 629 Вт.ч/кг. Команда-финалист «Политех» в ноябре 2019 года получила грант в размере 30 млн рублей от Минобрнауки в целях реализации федеральной целевой программы «Исследования и разработки по приоритетным направлениям развития научно-технологического комплекса России на 2014—2020 годы».
Финал конкурса «Зимний город» состоялся в декабре 2019 года. Команда StarLine показала лучший результат — беспилотник проехал 38 км за 2 часа 8 минут, в общей дистанции в 50 км.
В 2019 году был запущен конкурс в области машинной обработки текстов — «ПроЧтение». Задача — разработать интеллектуальную систему для выявления логических, смысловых и фактических ошибок в текстах. Призовой фонд составляет 200 млн рублей. Испытания проводятся в несколько циклов, пока не будет решена конкурсная задача, или до конца 2022 года. 1 цикл конкурса прошёл в конце 2020 года. Победители конкурса не были выявлены, но в 1 цикле были проведены конкурсы отдельных заданий «Грамматика» и «Грамматика.Eng» и участники разделили призовой фонд в 20 млн рублей. ИИ-системы участников должны были выявить наибольшее количество речевых и грамматических ошибок в эссе. Испытания 2 цикла прошли в конце 2021 года. Во втором цикле был преодолен технологический барьер конкурса ПРО//ЧТЕНИЕ на английском языке. Команда Наносемантика показала результат в 105% эффективности по сравнению с результатами проверки реального учителя, заняла 2 место в конкурсе и выиграла приз в 20 млн рублей. Команда DeepPavlov показала результат в 107% эффективности и заняла 1 место в конкурсе, приз составил в 80 млн рублей.
В 2021 году были объявлены конкурсы по медицинской тематике AI’M DOCTOR и конкурс отдельных заданий AI'M FINDER. Также в 2021 году стартовал конкурс Аэрологистика.
Оператором конкурсов выступает Фонд НТИ.

## Экспортный акселератор компаний НТИ
В 2018 году РВК в партнёрстве с PwC запустила «Экспортный акселератор» Национальной технологической инициативы (НТИ). Программа направлена на развитие экспорта российских технологических компаний, которые работают на рынках НТИ. Заявки на акселерацию в Экспортный акселератор НТИ подали более 60 компаний. Из них к дальнейшему рассмотрению были допущены 50 претендентов, в финальный этап акселератора прошли 15 технологических компаний: восемь компаний специализируются на разработке глобально ориентированных продуктов в сфере искусственного интеллекта, четыре работают в сфере интернета вещей, другие три — в области больших данных.

## Стандартизация
В 2017 году на базе АО «РВК» был создан Технический комитет 194 «Кибер-физические системы». Комитет ведёт работу по разработке и внедрению национальных и международных стандартов использования следующих ключевых технологий: интернет вещей, умные города, большие данные, умное производство, искусственный интеллект и умная энергетика.
В 2018 году Комитет совместно с рыночными игроками инициировал более 30 национальных стандартов в области «сквозных технологий», включая проекты в интересах рынков НТИ Энерджинет, Технет и Сэйфнет. Важным направлением работы комитета стало продвижение российских документов на международном уровне. В октябре 2018 года эксперты ISO/IEC одобрили российский проект стандарта промышленного интернета вещей, была инициирована разработка ряда стандартов в многоязычном формате. В феврале 2019 года в России утвердили созданный комитетом первый национальный стандарт интернета вещей. В ноябре 2019 года стало известно, что созданные Комитетом протоколы будут включены в проект международного стандарта совместимости систем IoT/IIoT. В январе 2020 года были представлены предварительные национальные стандарты умного производства, также на общественное обсуждение были представлены стандарты оценки умных городов. В этом же месяце Комитет вынес на публичное обсуждение десять предварительных национальных стандартов в сфере умного производства.
В 2022 году опубликован первый международный стандарт по промышленному Интернету вещей, предложенный Российской Федерацией. Разработка велась ТК 194 «Кибер-физические системы».

## Форум «Глобальное технологическое лидерство»
В декабре 2018 года РВК впервые провела в Сочи Форум «Экосистема НТИ: стратегия будущего», объединивший около 500 участников сообщества Национальной технологической инициативы для подведения итогов года, проработки новых инициатив и согласования совместных планов на 2019—2020 гг. В 2019 году форум сменил название на «Глобальное технологическое лидерство». Он был посвящён внедрению передовых сквозных технологий в высокотехнологичных отраслях и развитию инновационной экосистемы государства. Фокус форума — формирование технологической политики России на следующее десятилетие, оценке результатов научно-технологического развития, определению роли и лидерского потенциала России в мировой технологической повестке и формированию стратегии Национальной технологической инициативы на 2020—2025 гг. Мероприятие собрало около 100 спикеров и более 1500 участников.

## Зарубежные аналоги
В марте 2015 года технологическая инициатива в области искусственного интеллекта под названием «China Brain» была предложена в Китае руководителем поисковика Baidu Робином Ли. По словам Ли, это должна быть государственная программа того же масштаба, какой была американская программа «Аполлон», ставившая своей целью высадку человека на Луну. Китайский проект сфокусируется на таких областях, как человеко-машинное взаимодействие, Big Data, автономный транспорт, умная медицинская диагностика, беспилотные летательные аппараты, боевые роботы. Для развития собственного направления искусственного интеллекта Baidu переманил профессора Эндрю Ына, до этого участвовавшего в проекте в области глубокого обучения «Google Brain».